# 漢諾威鎮區 (內布拉斯加州蓋奇縣)
漢諾威鎮區（英語：Hanover Township）是位於美國內布拉斯加州蓋奇縣的一個行政鎮區。

## 地方資料
漢諾威鎮區的面積為93.16平方千米，當中陸地面積為92.42平方千米，而水域面積為0.74平方千米。根據2020年美國人口普查的數據，當地共有人口220人，而人口密度為每平方千米2.36人。